# Исламей
„Исламей: Източна фантазия“ (на руски: Исламей: Восточная фантазия; опус 18) e музикално произведение за пиано на руския композитор Милий Балакирев.
Написано е през лятото на 1869 година след пътуване на Балакирев в Северен Кавказ и е вдъхновена от едноименния черкезки народен танц. Пиесата е известна с техническата си сложност и е изпълнявана от редица известни пианисти като Николай Рубинщайн и Ференц Лист.